# Bezirk Grybów
Bezirk Grybów – dawny powiat (Bezirk) kraju koronnego Królestwo Galicji i Lodomerii, funkcjonujący w latach 1854–1867. Siedzibą starostwa było miasto Grybów.

## Historia
Bezirk Grybów utworzono w ramach reformy uwłaszczeniowej z okresu Wiosny Ludów (1848–1849), która likwidowała jurysdykcję właściciela ziemskiego nad poddanymi. W Galicji, dominium – jako podstawowa jednostka administracyjna i filar systemu feudalnego straciło rację bytu. Konieczne stało się zatem wprowadzenie nowego systemu administracyjnego, którego zręby powstały w latach 1851–1855. Nowy trójstopniowy podział administracyjny objął 21 cyrkułów (niem. Kreise), 179 małych powiatów (niem. Bezirke) i ponad 6000 gmin (niem. Gemeinde). 
Bezirk Grybów objął obszar o wielkości 4,1 mil², zamieszkany był przez 16.131 ludzi i podzielony na 27 gmin katastralnych, w tym jedno miasto (Grybów). Wszedł w skład cyrkułu sądeckiego, jako jeden z jego dziesięciu powiatów.
Po nadaniu Galicji autonomii oraz powołaniu samorządu gminnego i powiatowego w 1865 zlikwidowano cyrkuły (Kreise). Dotychczasowe małe powiaty (Bezirke) w liczbie 179, utrzymały się do 1867 roku, kiedy to w następstwie kolejnej reformy administracyjnej zostały zastąpione przez 74 większe powiaty. Obszar zniesionego Bezirk Grybów wszedł wtedy prawie w całości w skład nowego powiatu grybowskiego, oprócz gminy Trzycierz, włączonej do nowego powiatu nowosądeckiego. Powiat grybowski zniesiono 1 kwietnia 1932, a gminy należące dawniej do Bezirk Grybów włączono do powiatów nowosądeckiego i gorlickiego.

## Podział administracyjny (1854)
| Lp. | Gmina jednostkowa        | Powierzchnia | Ludność | Powiat w 1867 po zniesieniu |
| --- | ------------------------ | ------------ | ------- | --------------------------- |
| 1   | Grybów (M)               | 1090         | 1436    | grybowski                   |
| 2   | Biała Wyżna              | 1620         | 689     | grybowski                   |
| 3   | Binczarowa               | 2285         | 656     | grybowski                   |
| 4   | Bogusza                  | 2290         | 572     | grybowski                   |
| 5   | Kąclowa                  | 2565         | 830     | grybowski                   |
| 6   | Siołkowa                 | 1615         | 772     | grybowski                   |
| 7   | Jeżów, Moroń i Wilczyska | 1090         | 445     | grybowski                   |
| 8   | Korzenna i Świegocin     | 1995         | 614     | grybowski                   |
| 9   | Krużlowa Niżna i Osików  | 920          | 347     | grybowski                   |
| 10  | Krużlowa Wyżna           | 1340         | 613     | grybowski                   |
| 11  | Mogilno                  | 1170         | 388     | grybowski                   |
| 12  | Posadowa                 | 820          | 276     | grybowski                   |
| 13  | Królowa Ruska            | 1985         | 594     | grybowski                   |
| 14  | Ptaszkowa                | 3145         | 1366    | grybowski                   |
| 15  | Stara Wieś i Strzylawki  | 1310         | 427     | grybowski                   |
| 16  | Stróże Niżne             | 545          | 369     | grybowski                   |
| 17  | Stróże Wyżne             | 810          | 296     | grybowski                   |
| 18  | Wojnarowa                | 1960         | 329     | grybowski                   |
| 19  | Biała Niżna              | 1530         | 770     | grybowski                   |
| 20  | Gródek                   | 2800         | 952     | grybowski                   |
| 21  | Trzycierz                | 740          | 224     | nowosądecki                 |
| 22  | Koniuszowa               | 1090         | 329     | grybowski                   |
| 23  | Cieniawa                 | 1620         | 712     | grybowski                   |
| 24  | Mszalnica                | 1505         | 595     | grybowski                   |
| 25  | Królowa Polska           | 470          | 199     | grybowski                   |
| 26  | Kamionka Wielka          | 2675         | 852     | grybowski                   |
| 27  | Chodorowa                | 425          | 181     | grybowski                   |

Objaśnienie:
(M) = miasto; (m) = miasteczko